# 하가 아사히
하가 아사히(일본어: 芳賀 日陽, 2000년 7월 30일~)는 일본의 축구 선수이다.

## 구단 경력
그는 2018년 J3리그의 FC 도쿄 U-23에서 뛰었다. 2019년부터 2022년까지 사쿠신 가쿠인 대학에서 활동했다. 2023년 J2리그의 이와키 FC에 입단했다. 2024년 J3리그의 FC 오사카로 이적했다.